# Luigi Savignoni
Luigi Savignoni (Montefiascone, 20 agosto 1864 – Firenze, 14 marzo 1918) è stato un archeologo italiano.

## Biografia
Nacque a Montefiascone il 20 agosto 1864 da Venceslao Savignoni, ingegnere, ed Amalia Piccioni. Compì i suoi primi studi in ambito filologico-letterario nella città natale presso il locale seminario vescovile, sotto la guida di don Pietro Guidazio, e si trasferì a Roma all'età di 17 anni per studiare presso l'Università La Sapienza, dove si laureò a pieni voti in lettere nel 1887; proseguì gli studi presso la Scuola di perfezionamento archeologico dell'ateneo, avendo come colleghi tra gli altri i coetanei Lucio Mariani e Giovanni Patroni, ed entrò in contatto con diverse personalità di rilievo in ambito archeologico tra cui Ettore De Ruggiero, Rodolfo Lanciani ed Emanuel Löwy oltre che Luigi Pigorini e Federico Halbherr, questi ultimi considerati tra i suoi maggiori maestri. Durante il perfezionamento dei suoi studi soggiornò a lungo in Grecia e seguì Halbherr nelle sue ricerche archeologiche sull'isola di Creta, iniziate nel 1884 su iniziativa di Domenico Comparetti. In questo contesto nel 1896 si occupò della catalogazione delle raccolte archeologiche e si dedicò all'esplorazione del soprasuolo delle provincie occidentali cretesi con Gaetano De Sanctis oltre che allo studio metodico dei reperti rinvenuti nei siti di Gortina, Lebena, Festo, Agía Triáda ed Axos.
Divenuto nel 1895 ispettore del Servizio archeologico nazionale fu assegnato al Museo nazionale etrusco di Villa Giulia e poi al Museo archeologico nazionale di Napoli, dove rimase fino al 1901, con mansioni di riordino amministrativo e scientifico delle collezioni antiquarie. Cercò una posizioni lavorativa stabile anche in ambito universitario, tentando invano di aggiudicarsi l'insegnamento di archeologia presso l'Università degli Studi di Pavia nel 1897 ma riuscendo a venir eletto nel 1901 per la cattedra della medesima materia all'Università degli Studi di Messina; in tale sede espose all'apertura dell'anno accademico un discorso sull'importanza dell'archeologia, nel quale ne difendeva la specificità e la dignità accademica propugnando un approccio globale e multidisciplinare alla ricostruzione storica del passato. Promosso a professore ordinario nel 1905, insegnò presso l'ateneo messinese fino al terremoto del 1908, tenendo lezioni ispirate da Löwy con particolare riguardo al periodo arcaico ed aureo della cultura artistica greca. In seguito all'interruzione dell'attività didattica riuscì a farsi nominare professore pro tempore alla Sapienza di Roma, dove sostituì a più riprese Halbherr nell'insegnamento dell'epigrafia greca e dove insegnò per un breve periodo anche archeologica italica.
I suoi interessi paletnologici e la sua conoscenza ravvicinata delle cittadelle micenee, competenza maturata durante i suoi anni formativi in Grecia, furono i presupposti con cui Pigorini, allora alto funzionario del Ministero della pubblica istruzione, gli affidò, in sinergia con l'ingegnere Raniero Mengarelli, l'esecuzione di scavi sistematici presso l'antica città di Norba latina; questi scavi, condotti con rigoroso metodo stratigrafico e pubblicati nelle Notizie degli scavi, contribuirono alla soluzione della questione pelasgica, riconducendo al periodo romano-repubblicano molti "recinti ciclopici" dell'Italia centrale appenninica e contestando l'origine alloctona-orientale della civiltà etrusca.
Fu richiamato presso l'Università di Messina nel 1910, venendo tuttavia costretto a prendere numerosi periodi aspettativa non retribuita per motivi di salute, venendo poi trasferito nel 1914 ad insegnare archeologia presso il Regio istituto di studi superiori pratici e di perfezionamento di Firenze "per chiara fama".
Fortemente debilitato dalla nevrite, morì a Firenze il 14 marzo 1918.